# (20894) Krumeich
(20894) Krumeich (2000 WP93) – planetoida z pasa głównego asteroid okrążająca Słońce w ciągu 4,49 lat w średniej odległości 2,72 j.a. Odkryta 21 listopada 2000 roku.